# Яганьяц, Хамза
Хамза Яганьяц (босн. David Vuković; род. 27 февраля 2004, Сараево) — боснийский футболист, нападающий клуба «Истра 1961».

## Клубная карьера
Яганьяц — воспитанник клуба «Железничар». 22 сентября 2021 года в матче против «Сараево» он дебютировал в чемпионате Боснии и Герцеговины. В 2023 году Яганьяц перешёл в турецкий «Адана Демирспор». 7 июня в матче против «Анкарагюджю» он дебютировал в турецкой Суперлиге. В начале 2024 года Яганьяц перешёл на правах аренды в хорватский «Истра 1961». В матче против «Горицы» он дебютировал в чемпионате Хорватии. 17 мая в поединке против «Вараждина» Хамза забил свой первый гол за «Истру 1961». По окончании аренды клуб выкупил трансфер игрока.